# Hesperoburhinus
Hesperoburhinus – rodzaj ptaków z rodziny kulonów (Burhinidae).

## Zasięg występowania
Rodzaj obejmuje gatunki występujące w Ameryce.

## Morfologia
Długość ciała 38–51 cm; masa ciała 480–787 g. 

## Systematyka
Rodzaj zdefiniował w 2023 roku międzynarodowy zespół zoologów (Amerykanie David Černý i Rossy Natale, Holender Paul van Els oraz Brytyjczyk Steven Martin Stewart Gregory) na łamach Avian Systematics. Na gatunek typowy autorzy wyznaczyli (oryginalne oznaczenie) kulona amerykańskiego (B. bistriatus).

### Etymologia
Hesperoburhinus: gr. ἑσπερος hesperos ‘zachodni’; rodzaj Burhinus Illiger, 1811 (kulon).

### Podział systematyczny
Do rodzaju należą następujące gatunki:
- Hesperoburhinus bistriatus (Wagler, 1829) – kulon amerykański
- Hesperoburhinus superciliaris (von Tschudi, 1843) – kulon peruwiański